# Улица Александра Гомельского
Улица Алекса́ндра Го́мельского — улица на северо-западе Москвы в Хорошёвском районе Северного административного округа между Ленинградским проспектом и улицей Авиаконструктора Микояна.

## Происхождение названия
Проектируемый проезд № 5505 получил название улица Александра Гомельского в феврале 2018 года. Проезд назван в честь советского баскетбольного тренера команды ЦСКА и сборной СССР Александра Яковлевича Гомельского (1928—2005), члена Зала славы баскетбола и Зала славы ФИБА. Улица расположена рядом с Универсальным спортивным комплексом ЦСКА, носящим его имя.

## Описание
Улица начинается от Ленинградского проспекта, проходит на юго-запад параллельно улице Генерала Сандалова, выходит на улицу Авиаконструктора Микояна. На улице расположен Универсальный спортивный комплекс ЦСКА имени А. Я. Гомельского.